# 除氷

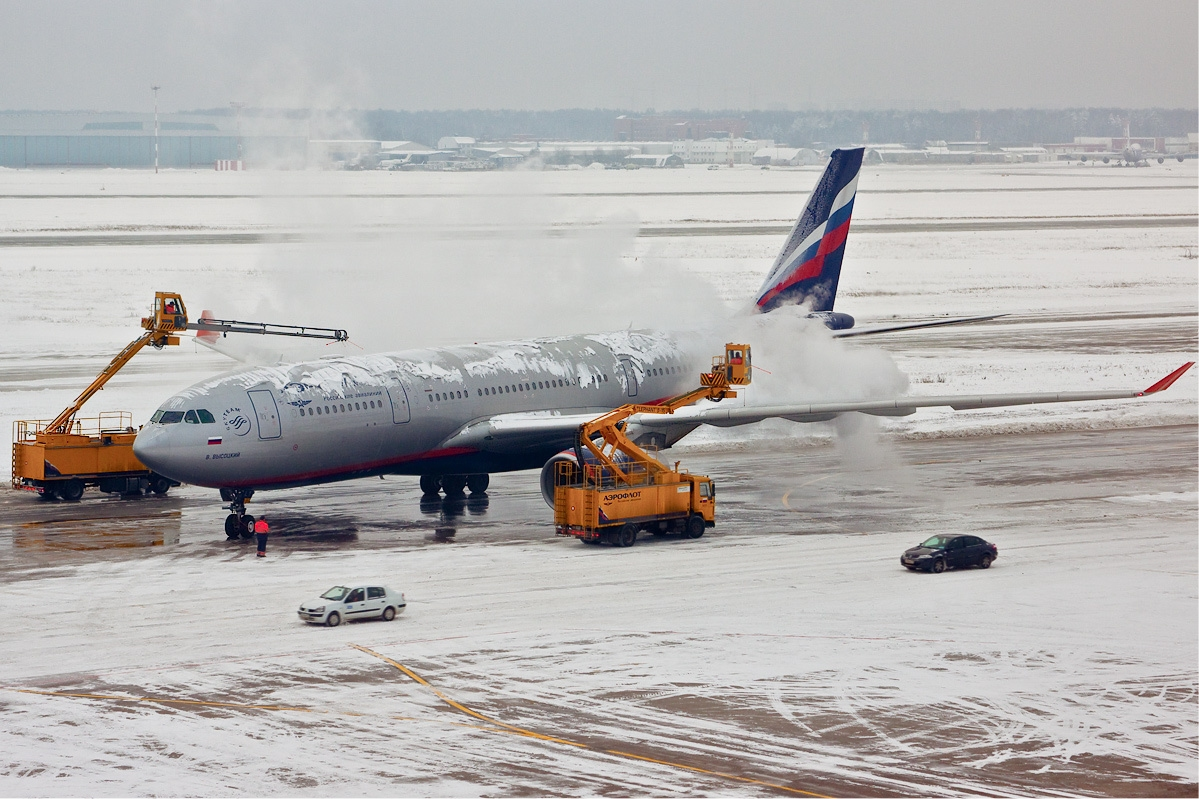
シェレメーチエヴォ国際空港で除氷されるアエロフロートのエアバス A330。

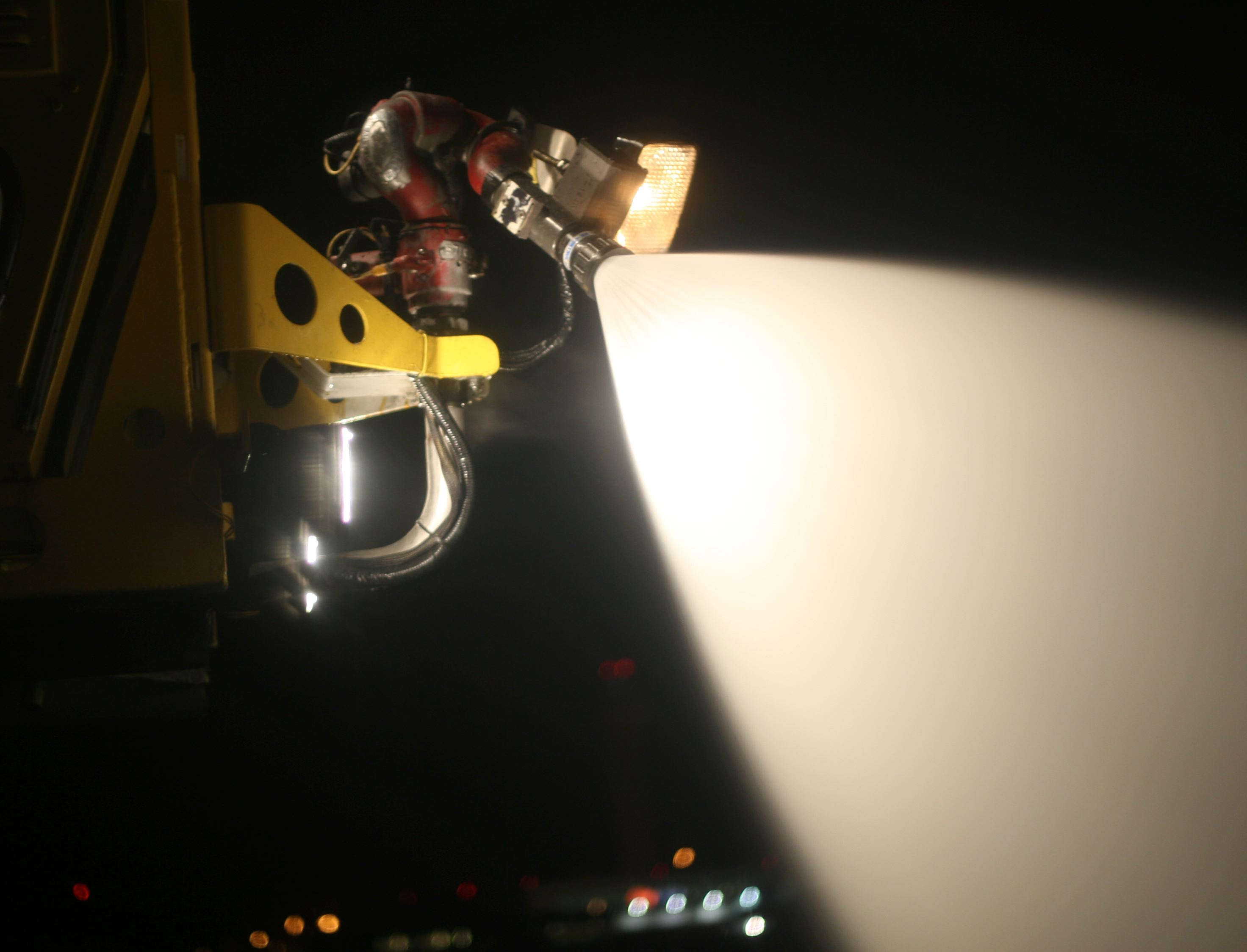
ソルトレイクシティ国際空港での除氷剤の散布 (2010年)

除氷 (じょひょう、英語: De-Icing) とは、物の表面から雪や氷、霜を取り除くことである。これに対して防氷 (ぼうひょう、英語: Anti-Icing) とは、除氷するだけでなく、物の表面にとどまって氷の再凝固を遅らせたり、機械的に取り除きやすいように氷の固着を防いだりする化学薬品を利用することである。

## 方法
除氷は、こする、押すなどの機械的手法で取り除いたり、加熱することで融解させたり、水の凝固点を下げる化学薬品 (塩類や食塩水、グリコールも含めたアルコール類)を使うといった手法がある。また、これらの手法を組み合わせて行われる場合もある。

### 航空機

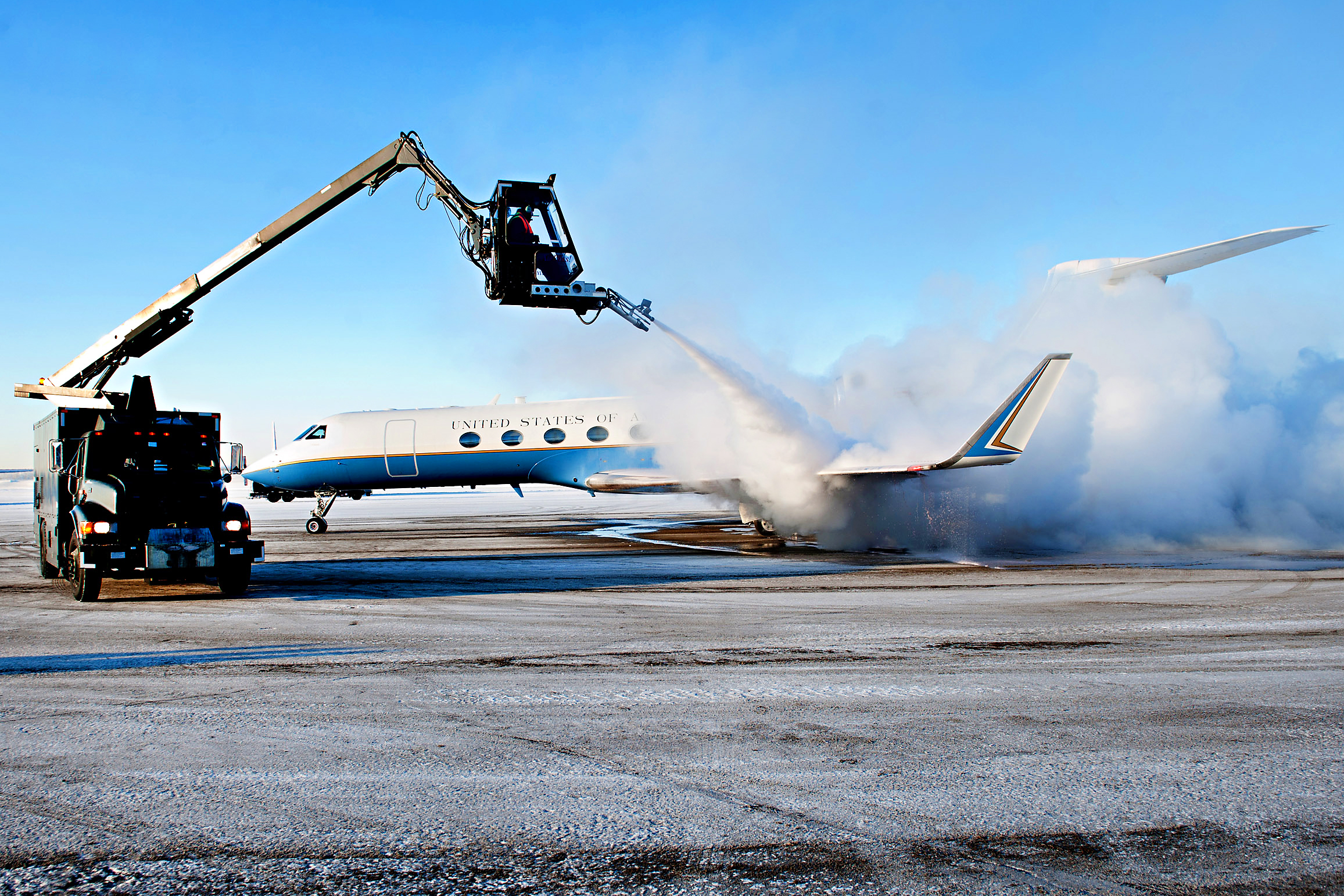
1月のアラスカで、出発前に除氷を受けるガルフストリーム G550。

地上では、凍結条件での降水があるときは航空機の除氷は必須である。凍った汚染物質が付着すると、重要な動翼が平らでなくなったりざらざらしたりする。こうなると、滑らかな気流が乱されたり、揚力を発生させる翼の能力が大きく低下したり、空気抵抗が増加したりする。このような状況は墜落の原因になる。機体の飛行中に大きな氷が剥離すると、エンジンに吸い込まれて破損したり、プロペラに当たって破損することで推進力が失われる恐れがあることなど、破滅的なトラブルが生じうる。凍った汚染物質が動翼にはまり、正確な動作ができなくなることもある。このような深刻な結果を招きうるので、気温が0度程度の空港では除氷が行われる。
飛行中、層状雲や積雲の中には過冷却の水滴が存在する。それらは、通過する航空機の翼にぶつかると、氷に変化し結晶化する。これは翼の気流を乱したり揚力を減らしたりするので、このような状況下で飛行することが予想される航空機は、除氷装置を備えている。
除氷技術は、エンジン・インレットや機体外部の様々なセンサーが氷や雪で覆われないようにするためにも用いられている。

#### 化学的除氷
航空機を除氷するため、プロピレングリコールと添加物からなる除氷剤が航空会社で広く使われている。エチレングリコール液は、プロピレングリコールよりも低い温度で使えるので、場所によっては今も航空機の除氷に使われることがある。しかし、プロピレングリコールはエチレングリコールよりも毒性が低いので、プロピレングリコールの方が一般的である。
これらが使われた際、除氷剤の大半は機体表面に固着せずに地上へ落ちてしまう。一般的に空港は使用済みの液体を回収するシステムを使っているので、それらが地中へしみこんだり水路へ入ることはない。プロピレングリコールは無毒と分類されているが、分解するときに大量の酸素を消費するので、水生生物を窒息させる原因になる (環境への影響と緩和を参照)。
航空機の防氷は、防氷剤と呼ばれる粘性のある液体で保護層を作ることで実現する。あらゆる防氷剤は凍った汚染物質の種類や気象条件に左右され、限定的な保護にしかならない。液体は限界まで汚染物質を吸収したり、液体自体が汚染物質になってしまったりすると、機能しなくなる。水は防氷剤がその機能を果たせないほどに希釈してしまうことがあるので、その意味においては、水さえも汚染物質になりうる。

#### 赤外線加熱による除氷
赤外線による直接加熱は、航空機の除氷技術とともに発達してきた。この熱伝達メカニズムは、除氷剤に対する空気の冷却効果が邪魔をする従来の熱伝達方式 (対流や伝導) よりも、かなり速い。
ある赤外線除氷装置は、特別に作られた格納庫内での加熱プロセスを必要とする。この装置は格納庫のスペースを取り、他の支援機器も必要となることから、空港運用者にはあまり関心を持たれていない。アメリカではこの種の除氷装置は限られた施設でしか使われておらず、2つの大規模なハブ空港と、1つの小規模な商業空港にあるだけである。
別タイプの赤外線装置は移動可能で、格納庫不要の加熱装置をトラックに積んで利用する。商業機への利用例は報告されていないが、装置メーカーは固定翼機とヘリコプターの両方に利用可能であるとしている。

### 空港の舗装面
空港の舗装面 (滑走路、誘導路、エプロン、誘導路橋)の除氷作業には、プロピレングリコールやエチレングリコール、その他の低分子の有機化合物など、液状、固形状の様々な化学製品が用いられる。塩などの塩素化合物は、航空機や設備を腐食する作用があるので、空港では用いられない。
尿素混合物も、その安さのおかげで舗装面の除氷に用いられる。しかし尿素は使用後にアンモニアに分解し、水路や野生生物に対する重大な汚染物質になるため、アメリカの空港では段階的に廃止されつつある。2012年、アメリカの環境保護庁は、尿素系除氷剤をほとんどの商業空港で使用禁止にした。

### 道路
伝統的に道路の除氷は、滑りやすい道路に、塩類を除雪車か散布用に設計されたダンプカーでまくことで行われてきた。その際は、しばしば砂や砂利を混ぜてまかれることもあった。通常は、大量に利用可能で安いので、塩化ナトリウム (岩塩) が用いられる。しかし、塩化ナトリウム水溶液は-18℃で凍るので、その温度以下に気温が低下する場合は役に立たない。
また塩化ナトリウムは、多くの乗り物に用いられる鋼や、コンクリート製の橋に用いられる鉄筋を、腐食させたり錆びさせたりする強い特性がある。濃度によっては特定の植物や動物には毒になりうるし、いくつかの都市圏では結果的に塩化ナトリウムを使わなくなった。近年の多くの融雪車は、塩化カルシウムや塩化マグネシウムなど、他の塩類を使っている。これらは、水の凝固点を気温以下に引き下げるだけではなく、発熱反応も生み出す。それらは歩道ではいくらか安全だが、余剰分は取り除かなければならない。
より近年では、塩類に関する環境問題を軽減したり、散布後の効果をより持続させたりできる有機化合物が開発されており、液状、固形状の塩類と併用して用いられる。これらの混合物は、甜菜の精製やエタノールを作るための蒸留プロセスのような農作業の副産物として生じる。
さらに、普通の岩塩をある種の有機化合物や塩化マグネシウムに混ぜると、-34℃程度の非常に低い気温でも効果があり、面積当たりの散布率を下げることにも役立つ塗布可能な物質になる。
太陽光システムも道路表面を水の凝固点以上に維持することに用いられる。道路に埋められた配管は、夏季には太陽エネルギーを集めるために用いられ、その熱は熱貯蔵装置に伝達される。そして冬季には道路を0℃以上に維持するために、熱は道路に戻される。このように再生エネルギーの収集、貯蔵、配給を自動化した方法は、化学的汚染物質を使うことによる環境問題を回避できる。
2012年に、水をはじく超疎水性表面は、氷の蓄積を防いで疎氷性をもたらすためにも使えることが提案された。しかし、全ての超疎水性表面が疎氷性を持つわけではないし、その手法もまだ開発中である。

### 化学的除氷剤
全ての化学的除氷剤は、共通の作用メカニズムを持っている。濃度によるが、それらは特定の温度以上で水分子が結合するのを化学的に防ぐ。この温度は、純水の凝固点の0度以下である。ときには、溶かす力をさらに高める発熱溶解反応が生じることもある。以下のリストは特によく利用される除氷剤とその典型的な化学式である。
無機 塩類
- 塩化ナトリウム (NaCl または 食塩) - 最も一般的な除氷剤。
- 塩化マグネシウム (MgCl2) - 適用温度を下げるために塩化ナトリウムに加えられる場合もある。
- 塩化カルシウム (CaCl2) - 適用温度を下げるために塩化ナトリウムに加えられる場合もある。
- 塩化カリウム (KCl)

有機化合物
- カルシウム・マグネシウム・アセテート（英語版） (CaMg2(CH3COO)6)
- 酢酸カリウム (CH3COOK)
- ギ酸カリウム (CHO2K)
- ギ酸ナトリウム (HCOONa)
- ギ酸カルシウム (Ca(HCOO)2)
- 尿素 (CO(NH2)2) - 一般的な窒素肥料でもある。
- 農業副産物 - 塩化ナトリウムへの添加剤として用いられる。

アルコール、グリコール
ただし、これらは不凍剤であり、道路に用いられることはほとんど無い。
- メタノール (CH4O)
- エチレングリコール (C2H6O2)
- プロピレングリコール (C3H8O2)
- グリセリン (C3H8O3)

### 薬剤の種類

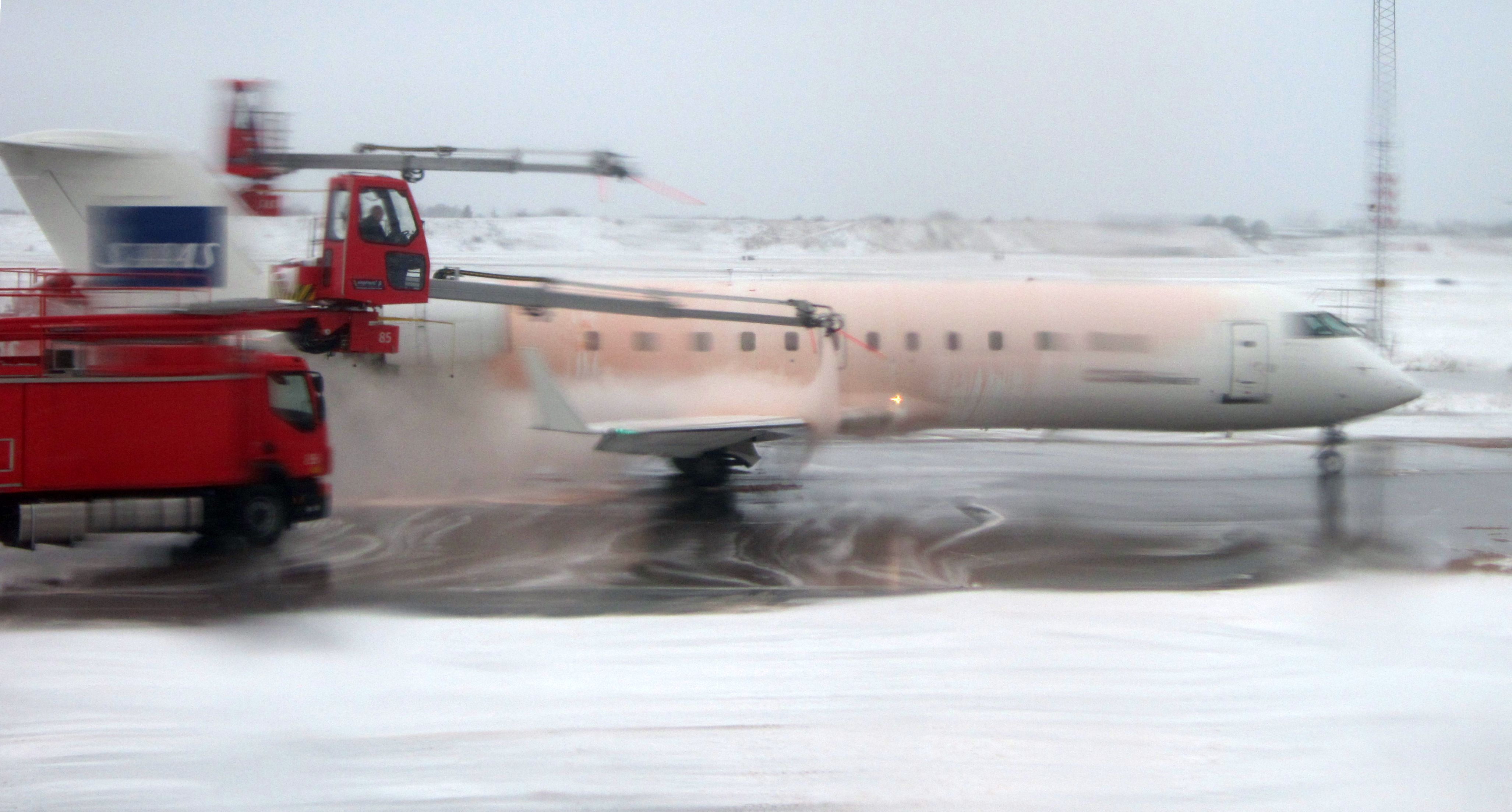
コペンハーゲン空港で、オレンジ色の薬剤で除氷される航空機。

航空機の除氷剤には複数の種類があるが、大きくは2つに分けられる。
1. 除氷剤：除氷や除雪、除霜のために、水で希釈したグリコールを加熱して用いる。これは、水のような粘性流があることから、ニュートン流体とも呼ばれる。
2. 防氷剤：加熱や希釈をしていないプロピレングリコール系の薬剤で、どろっとしている。これは、特徴的な粘性流から、非ニュートン流体とも呼ばれる。氷の成長を妨げたり、雪やみぞれが積もるのを防いだりするために使われる。防氷剤は、航空機が地上で静止している際に氷が形成されるのを防ぐ残留効果がある。しかし、航空機が離陸時に加速するときのような強い気流が薬剤上を流れると、薬剤全体のレオロジーが変化し、非常に薄くなる。そして、翼にスムーズな空力的表面が作られるように剥がれ落ちる。

状況によっては、航空機に両方の薬剤が用いられる。まず、汚染物質を取り除くために、加熱したグリコールと水の混合物が、続いて、航空機の離陸前に氷が再形成しないように、どろっとした非加熱の薬剤が用いられる。これは2段階方式と呼ばれる。
メタノールの除氷剤は、小型から中型のビジネスジェットの翼や尾翼を除氷するために、小型の手持ちスプレーで長年用いられている。メタノールは、飛行前の霜や少量の底氷を取り除くことができるだけである。
モノエチレン、ジエチレン、プロピレンの各グリコールは、不燃性の石油製品であり、同様の製品が車の冷却システムによく用いられている。グリコールはとても良い除氷性を持っており、航空等級はタイプⅠ型となっている。
これは35度の水で希釈し、駐機場や離陸用滑走路の進入点で、1,500～2,000 US gal (5,680～7,570 L) を積載したトラックのクレーンから汚染面に向けて用いられる。航空機が除氷を受けたことが一目で分かるように着色した除氷剤を使うことが望ましい。タイプⅠ型薬剤が流れると、雪解け水がピンク色に染まっているように見える。ピンク色以外のタイプⅠ型薬剤は全てオレンジ色である。
1992年、デッドシー・ワークスは死海の塩やミネラルを元にした除氷剤を販売し始めた。

## 飛行中の航空機の除氷

### 空気圧式システム

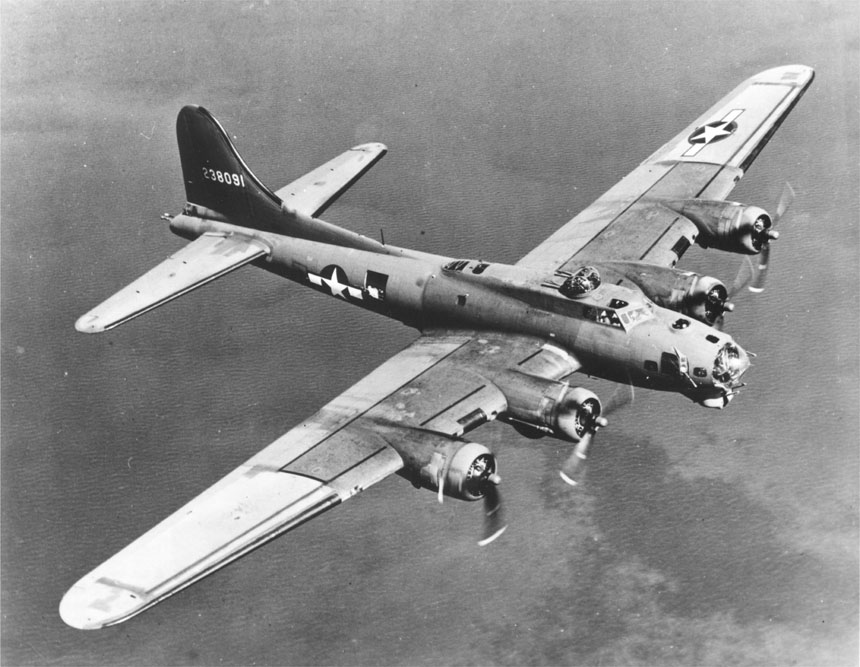
ボーイング B-17 フライングフォートレス：主翼や尾翼の黒帯部分が、ゴムでできた防氷ブーツ。

飛行中の凍結は、主翼、尾翼、エンジン（プロペラやファンブレードも含む）の前縁部に最も起きやすい。低速の航空機は、飛行中の除氷のために、主翼や尾翼の前縁部に空気圧を用いた防氷ブーツを使うことが多い。ゴムのカバーが定期的に膨張することで、氷をひび割れさせ、剥離させる。いったんパイロットがこのシステムを稼働させると、膨張・収縮のサイクルは自動制御される。昔は、このようなシステムは膨張させるのが早すぎると効果が失われると考えられていた。氷の層が分厚くなるのを待たずにパイロットがブーツを膨張させてしまうと、形成された氷と前縁部との間に単に隙間を作るだけになるということである。しかし最近の研究によると、現代のブーツではそのような氷のつなぎ止めは生じないことが分かっている。

### 電気式システム
航空機によっては、主翼や尾翼の前縁部、プロペラやヘリのローターブレードの前縁部にあるゴムシートに埋め込まれた電気加熱式の抵抗器を用いるものもある。この除氷システムは、1943年にアメリカのゴムメーカーによって開発された。このようなシステムは継続的に用いられる。氷が検出されると、まずは除氷システムとして機能し、その後は氷結しうる状況でも飛行を継続できるように、防氷システムとして機能する。航空機によっては、翼の表面やプロペラブレードの根元の小さな穴から、アルコールやプロピレングリコールのような防氷剤をしみ出させて氷を溶かし、その表面を氷結しにくくする除氷システムを備えているものもある。NASA（アメリカ航空宇宙局）が開発した第4のシステムは、共振周波数の変化を検出して表面の氷を探知する。電子制御モジュールが氷が形成されたと判断すると、強い機械的衝撃を生じさせるために大きな電流スパイクが変換器に供給される。その衝撃によって氷の層が破壊され、空気の流れによって氷は剥がされる。

### ブリードエア式システム
現代の民間固定翼機は、翼前縁部やエンジン・インレット、大気データ測定器に、暖気による防氷システムを備えているものが多い。この暖気はエンジンで生じ、氷を防ぐべき機体表面の内側空洞へ流し込まれる。暖気は機体表面を0度を数度上回る温度まで暖め、それにより氷が形成されるのを防いでいる。このシステムは自動的に稼働し、機体が氷結しうる状況に入ったり出たりするのに応じて電源がオンオフされる。

## 環境への影響と緩和
塩化ナトリウムや塩化カルシウムのような除氷用の塩は、土壌にまで到達する。そして、イオン、特に陽イオンが増加し、土壌中の動植物にとって毒となる。また、化学薬品は生態系に毒となる濃度で水域にも到達しうる。有機化合物は生分解され、酸素欠乏状態の原因にもなりうる。水の循環に時間がかかる小さな川や池は特にもろい。
エチレングリコールやプロピレングリコールは、表層水で生分解が起きる際に、高水準のBOD (生物化学的酸素要求量) を必要とすることが知られている。このプロセスは、水生生物が生きるのに必要な酸素を消費してしまうので、水生生物に悪影響を与える。
微生物がプロピレングリコールを分解する際、海中でDO (溶存酸素量) が大量に消費される:2–23。
表層水に充分な溶存酸素量があることは、魚や大型無脊椎動物、その他の水生生物の生存にとって非常に重要である。もし酸素濃度が最低水準以下に低下すると、移動する能力を持ち、かつ状況が許すなら、生物は高い酸素濃度の場所へ移動する。さもなければ、やがて死に至る。この効果は利用可能な水生生物の量を劇的に減らしうる。溶存酸素量レベルの低下は、水底生物の数を減らしたり絶滅させたりしうる。このことは、生物群における種の分布の変化を促す状況を作り出したり、重要な食物連鎖作用を作り替えたりすることになる:2–30。
2002年1月上旬のアトランタでの大雪は除氷システムをあふれさせ、すぐにフリント川のアトランタ空港の下流域が汚染された。
いくつかの空港は除氷剤をリサイクルすることで、水や土壌の汚染を切り離し、薬剤の他用途への再利用を可能にしている。また、施設内に排水処理設備を持ち、集められた液体を自治体の汚水処理場や民間の排水処理施設へ送る空港もある:68–80 。
除氷剤の毒性も同様に環境問題であり、非グリコール系のような低毒性の代替剤を発見する研究が進行中である。

## 参照
1. 1 2 3 4 5  Technical Development Document for the Final Effluent Limitations Guidelines and New Source Performance Standards for the Airport Deicing Category (Report). Washington, D.C.: U.S. Environmental Protection Agency (EPA). April 2012. EPA-821-R-12-005。
2. 1 2 3  Environmental Impact and Benefit Assessment for the Final Effluent Limitation Guidelines and Standards for the Airport Deicing Category (Report). EPA. April 2012. EPA-821-R-12-003。
3. ↑  Rosenlof, Kim (2013年10月2日). “Infrared De-icing Speeds Process and Reduces Cost”. Aviation International News Online (Midland Park, NJ)
4. ↑  APS Aviation, Inc. (December 1998). Deicing with a Mobile Infrared System (Report). Montreal, Quebec. Report prepared for Transport Canada.
5. ↑  “Ice Cat Aircraft Deicing System”.  Bonner Springs, KS:  Trimac Industries (2004年). 2016年5月29日閲覧。
6. ↑  “Airport Deicing Effluent Guidelines”.   EPA (2016年4月21日). 2016年5月29日閲覧。
7. ↑  Amanda Rabinowitz (2008年2月25日). “Beets Part of New Recipe to Treat Icy Roads”. National Public Radio
8. ↑  Richard J. Brennan (2012年1月21日). “Beet juice melts ice from winter roads”. Toronto Star
9. ↑  “About Magic Salt” (2007年). 2009年6月5日時点のオリジナルよりアーカイブ。2017年12月27日閲覧。[リンク切れ]
10. ↑  “Thermal Energy Storage in ThermalBanks for under runway heating”.   ICAX Ltd, London. 2011年11月24日閲覧。
11. ↑  Nosonovsky, M.; Hejazi, V. (2012). “Why superhydrophobic surfaces are not always icephobic”. ACS Nano 6:  8488–8913. doi:10.1021/nn302138r.
12. ↑  Hejazi, V.; Sobolev, K.; Nosonovsky, M. I. (2013). “From superhydrophobicity to icephobicity: forces and interaction analysis”. Scientific Reports 3:  2194. doi:10.1038/srep02194. PMC 3709168. PMID 23846773.
13. ↑  Dead Sea product melts snow. (Dead Sea Works markets snow melting compound)
14. ↑  aopa.org pdf file Archived February 2, 2007, at the Wayback Machine.
15. ↑  "De-Icer for Airplane Propeller is Made of Electric Rubber" Popular Mechanics, December 1943
16. ↑  Cunningham M.A., Snyder E., Yonkin D., Ross M., Elsen T. (2008) Accumulation of deicing salts in soils in an urban environment. Urban Ecosystems.
17. ↑  Tom Gibson (2002年9月). “Let the Bugs Do the Work”. Progressive Engineer. 2011年2月21日閲覧。
18. ↑  U.S. Federal Aviation Administration. Airport Cooperative Research Program (April 2010). "Alternative Aircraft and Pavement Deicers and Anti-icing Formulations with Improved Environmental Characteristics." Research Results Digest 9.
19. ↑  SAE International (2011). "Issues and Testing of Non-Glycol Aircraft Ground Deicing Fluids." doi:10.4271/2011-38-0058